# 旧式铺面房 (北京西城)
旧式铺面房是位于中国北京市西城区地安门外大街50号的一座建于清朝末年的商业铺面房。

## 简介
该铺面房坐东朝西，三间单檐重楼式，面积将近400平方米。一层店堂较为宽敞，二层楼廊有雕镂、彩绘。该铺面房在北京市现存的传统铺面房中较典型。 
该铺面房1989年被列为西城区文物保护单位。2001年被列为北京市文物保护单位。
2010年6月9日，北京瑞蚨祥绸布店有限责任公司在该铺面房新设的地安门直营分店开业，这是瑞蚨祥在北京市开设的第三家直营分店。